# Petit hôtel Berbisey
Pour les articles homonymes, voir Berbisey.
Le Petit Hôtel Berbisey est un hôtel particulier de la ville de Dijon situé dans le secteur sauvegardé. Son accès se fait par la rue homonyme et une partie du jardin, dont l'accès se fait par la rue Sainte-Anne, parallèle, a été transformée en un petit jardin public dénommé jardin Jean de Berbisey. L'hôtel est inscrit au titre des monuments historiques depuis 1997.

## Galerie

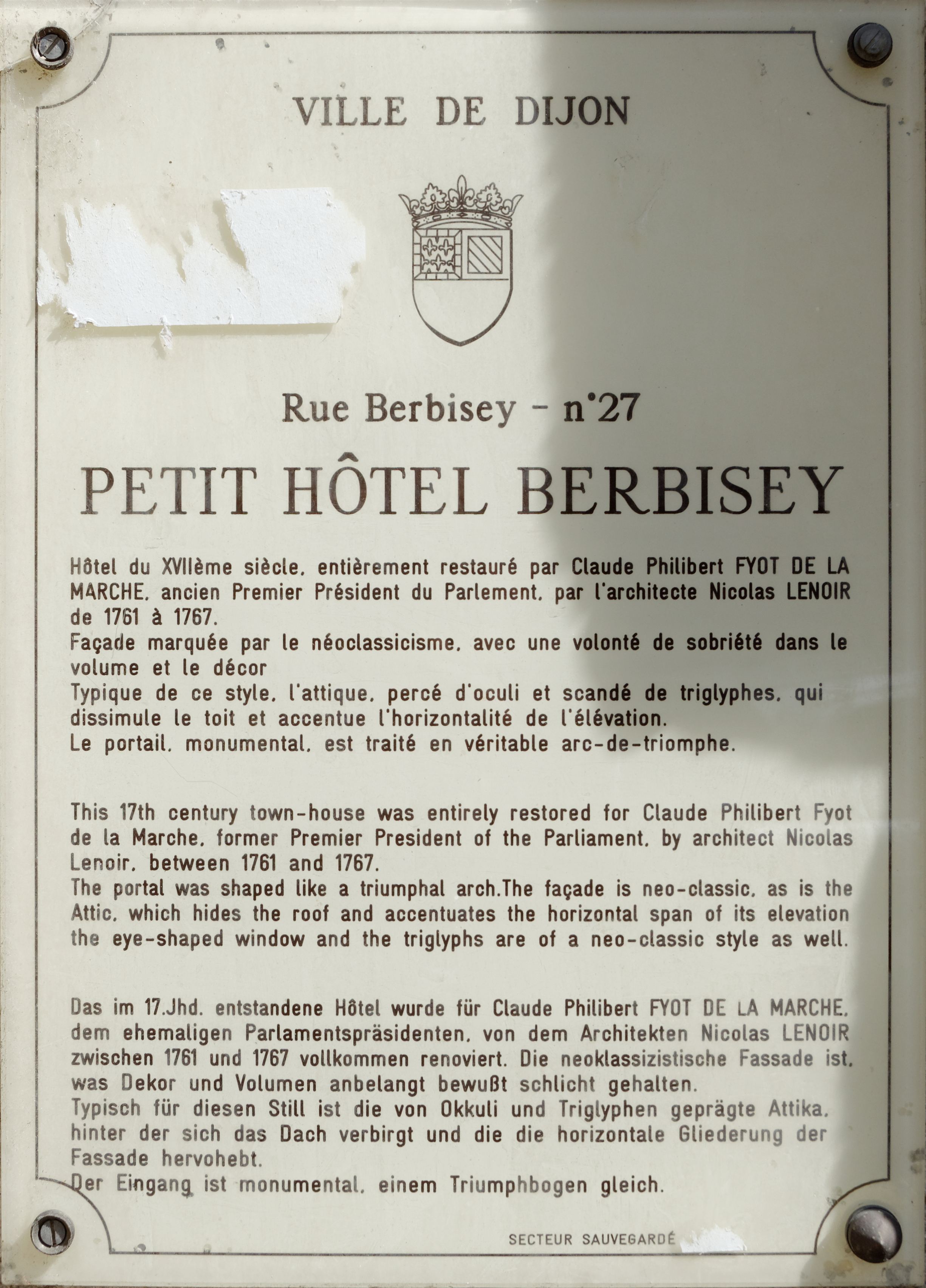
Plaque d'information trilingue (français, anglais et allemand).